# Antifusible
Es diu antifusible (en anglès, antifuse) a un dispositiu programable desenvolupat per Actel per a la seva família de xarxes lògiques programables.
La matriu de anti-fusibles consisteix en línies paral·leles conductores, normalment d'alumini, recobertes per una capa fina de dielèctric, normalment diòxid de silici, sobre l'òxid es diposita una altra capa de línies conductores perpendiculars a les anteriors. Aquesta estructura permet realitzar diverses capes superposades de anti-fusibles, estalviant superfície de silici, reservant per als transistors.
La programació es realitza establint una tensió elevada entre dues línies que es creuen. Aquesta tensió és superior a la rigidesa dielèctrica de l'òxid i el camp elèctric el trenca. Llavors salta un petit arc entre les dues pistes, que les fon parcialment, soldant-les, establint així una connexió permanent.
Encara que la programació sembli semblant a la de les ROM de fusible, es distingeix en què es realitza per tensió, mentre que aquelles es programen per corrent. La conseqüència és que l'energia per bit necessària durant la programació és molt menor, permetent una programació ràpida.